# تحالف الحضارات
تحالف الحضارات (بالإنجليزية: Alliance of civilisations)‏ هي منظمة تابعة للأمم المتحدة وتأسست في 2005 ومقرها نيويورك. عين أول ممثل سامي لها وهو القطري ناصر عبد العزيز الناصر وذلك من قبل أمين عام الأمم المتحدة بان كي مون في 2007. كان قبله الرئيس البرتغالي السابق جورجي سامبايو.

تم تأسيس هذه المنظمة بمبادرة مشتركة بين الحكومتين الإسبانية والتركية، اللتين يقودهما خوسيه لويس ثباتيرو ورجب طيب أردوغان على التوالي.

هي منظمة دولية تشجع الحوار بين الحضارات والأديان لمحاربة الأفكار الجامدة والمواقف السلبية تجاه الشعوب وكذلك لتشجع على لقاء الحضارات في كنف التسامح والعمل المتشارك.

## مقالات ذات صلة
- الأمم المتحدة

## وصلات خارجية
- الموقع الرسمي لتحالف الحضارات.